# وورلد سبان
وورلد سبان (Worldspan) شركة مزودة لتكنولوجيا السفر والمحتوى وجزء من أعمال ترافلبورت لنظام التوزيع العالمي جي دي إس. توفر التوزيع الإلكتروني في جميع أنحاء العالم لمعلومات السفر ومنتجات الإنترنت والاتصال وقدرات التجارة الإلكترونية لوكالات السفر ومقدمي خدمات السفر والشركات. يُعرف نظامها الأساسي عمومًا باسم نظام التوزيع العالمي (GDS)، والذي يستخدمه وكلاء السفر والمواقع الإلكترونية المتعلقة بالسفر لحجز تذاكر الطيران وغرف الفنادق وتأجير السيارات وحزم الرحلات والمنتجات ذات الصلة. كما تستضيف وورلد سبان خدمات تكنولوجيا المعلومات وحلول المنتجات  لشركات الطيران الكبرى.

## الأحداث الأخيرة
في ديسمبر 2006، وافقت ترافلبورت، مالكة غاليليو جي دي إس وغوليفرز ترافيل أسوشيتس (GTA) وحصة مسيطرة في أوربيتز، على الاستحواذ على وورلد سبان. ومع ذلك، في ذلك الوقت، لم تلتزم إدارة ترافلبورت بدمج نظامي التوزيع العالمي (GDS) في نهاية المطاف، قائلة إنها كانت تدرس جميع الخيارات، بما في ذلك تشغيل كلا النظامين بالتوازي. في 21 أغسطس 2007، اكتملت عملية الاستحواذ بمبلغ 1.4 مليار دولار وأصبحت وورلد سبان جزءًا من ترافلبورت جي دي إس، والتي تشمل أيضًا غاليليو وغيرها من الشركات ذات الصلة. في 28 سبتمبر 2008، تم نقل غاليليو و أبولو (GDS) من مركز بيانات ترافلبورت في دنفر، كولورادو إلى مركز بيانات وورلد سبان في أتلانتا، جورجيا (على الرغم من استمرار تشغيلهما كنظامين منفصلين عن وورلد سبان (GDS).
في عام 2012، تم ترحيل عملاء وورلد سبان من محرك تسعير (FareSource) المستند إلى مرفق معالجة المعاملات (TPF) إلى محرك تسعير (360 Fares) الذي يعتمد على لينكس من ترافلبورت والمستخدم بالفعل من قبل غاليليو و أبولو. على الرغم من أن الأنظمة الثلاثة تشترك في نظام تسعير مشترك، إلا أنها تستمر في العمل كنظام توزيع عالمي منفصل.

## تاريخ
تأسست شركة وورلد سبان في أوائل عام 1990 من قبل شركة دلتا إيرلاينز ونورثويست إيرلاينز وتي دبليو إيه لتشغيل خدمات (GDS) وبيعها لوكالات السفر في جميع أنحاء العالم. عملت وورلد سبان بشكل فعال ومربح للغاية، ونجحت في توسيع أعمالها في الأسواق في جميع أنحاء أمريكا الشمالية وأمريكا الجنوبية وأوروبا وآسيا. نتيجة لذلك، في منتصف عام 2003، تم بيع شركة وورلد سبان من قبل شركات الطيران المالكة لها إلى (Citigroup Venture Capital) وصندوق تقاعد المعلمين في أونتاريو والذي بدوره باع الشركة إلى ترافلبورتt في عام 2007.
تم تأسيس وورلد سبان في عام 1990 من خلال الجمع بين شركات الشراكة PARS (التي تملكها خطوط عبر العالم الجوية (TWA) و Northwest Airlines، Inc.) و (DATAS II)، قسم من (Delta Air Lines، Inc). أحد أسلاف وورلد سبان - (TWA PARS) - أصبح أول (GDS) يتم تثبيته في وكالات السفر في عام 1976. (ABACUS)، شركة آسيوية مملوكة لعدد من شركات الطيران الآسيوية، تمتلك جزءًا صغيرًا من وورلد سبان، و وورلد سبان امتلكت جزءًا صغيرًا من (Abacus). دخلت وورلد سبان و Abacus في سلسلة من العلاقات التجارية والتكنولوجية. تم إنهاء هذه العلاقات بعد أن انخرط العداد في ممارسات احتيالية ومضللة، حيث تلقت وورلد سبان حكمًا كبيرًا في تحكيم في لندن.